# Московский корреспондент
«Московский корреспондент» — газета, издававшаяся с 1 сентября 2007 года до 29 октября 2008 (с перерывом в апреле — сентябре 2008).

## Формат газеты
Тематика газеты — Москва и её жизнь. Изначально «Московский корреспондент» выходил ежедневно, кроме воскресений и понедельников. С 30 сентября 2008 и до закрытия газета выходила в формате еженедельника тиражом в 20 000 экземпляров.

## Скандал вокруг публикации о Путине и Кабаевой
В апреле 2008 года газета получила широкую известность из-за скандальной публикации. 12 апреля 2008 года, накануне очередного съезда «Единой России», на котором президент России Владимир Путин должен был возглавить партию, в субботнем номере газеты «Московский корреспондент» вышла статья о якобы произошедшем в феврале разводе Владимира Путина (официально Путин развёлся с женой лишь пять лет спустя, в 2013 году) и готовящемся его бракосочетании с Алиной Кабаевой. Автор ссылался на близкого друга руководителя компании «Арт-менеджмент центр Карнавал», которая организует корпоративные праздники. По его данным, уже объявлен закрытый тендер на право проведения бракосочетания; свадьба якобы уже назначена на Троицу, которая в 2008 году приходилась на 15 июня. Слух стал распространяться рядом европейских СМИ.
16 апреля владелец газеты Александр Лебедев в интервью радио «Эхо Москвы» на вопрос журналиста «обществу в принципе нужна информация о личной семейной жизни наших руководителей?» ответил: «Безусловно, я даже к такому интересному выводу пришел, что вообще рейтинг высокий лидера — это более опасная вещь для общества, чем низкий рейтинг. Вот рейтинг Ельцина 6 % во время выборов гораздо более позитивная история, поскольку это не сакральный лидер, десакрализирован. Он как бы такой же как мы, у него все в жизни бывает так. Другое дело, что если вы меня спросите, правда это или нет, — не похоже. Мне кажется, что тут какое-то странное стечение обстоятельств, звезды так расположились, что довольно безобидная статья на безобидную тему, на которой можно посмеяться. Можно извиниться, если кто-то в семье обиделся. Это вполне понятно.»
17 апреля главный редактор «Московского корреспондента» Григорий Нехорошев в интервью радио «Свобода» сказал: «<…> во-первых, публикация оформлена все-таки как слух: там везде стоят вопросы, там везде есть слова „якобы“. Это раз. Во-вторых, эта информация пришла от сотрудника, которому я доверяю, как самому себе. И писал эту информацию человек тоже очень профессиональный — Сергей Тополь.»
Ответ Владимира Путина 18 апреля на пресс-конференции на Сардинии на вопрос о публикации в «Московском корреспонденте» был встречен аплодисментами итальянских и российских журналистов:

«В том, что вы сказали, нет ни одного слова правды. Вы упомянули статью в одной из наших бульварных газет. В других публикациях подобного рода упоминаются и другие успешные, красивые молодые женщины и девушки. И думаю, что не будет неожиданным, что я скажу, что они все мне нравятся. Так же, как и все российские женщины. Думаю, никому не будет обидно, что я скажу, что я лично считаю, что наши российские женщины самые талантливые и самые красивые. Если кто и может составить конкуренцию, то это могут быть только итальянки. Мне, конечно, известна избитая фраза и штамп, что политики живут в стеклянном доме. И общество, конечно, вправе знать, как живут люди, которые занимаются публичной деятельностью. Но и в этом случае существуют, конечно, какие-то ограничения. Существует частная жизнь, вмешиваться в которую никому не позволено. Я всегда отрицательно относился к тем, кто с каким-то гриппозным носом и со своими эротическими фантазиями лезет в чужую жизнь».
20 апреля обозреватель отдела культуры «Московского корреспондента» Лев Рыжков в авторском тексте на сайте «Литпром» заявил, что текст про Путина и Кабаеву был придуман с целью закрыть пустующее место в готовящемся к выпуску номере:

<…>В чьей именно бредовой голове родилась мысль о том, чтобы поженить президента и спортсменку, я не знаю. Честно. Официально авторами значатся два журналиста. Но придумали это не они. Это совершенно точно. В общем, так или иначе, свершилось. Путиным заткнули дырку…— 
Информацию продублировал в своём блоге обозреватель отдела политики газеты Роман Могучий, покинувший издание в день публикации статьи о президенте. В комментариях к тексту Рыжкова Могучий не стал подтверждать или опровергать версию Рыжкова.

## Закрытие газеты

### Первое закрытие
18 апреля 2008 года гендиректор «Национальной медиакомпании» Артём Артёмов сообщил о решении «приостановить» издание газеты «Московский корреспондент», сказав, что решение он принимал сам, поскольку

«Газета убыточна, распродается не более 45 % тиража, а средства в неё вложены огромные. Я отказался переводить очередной ежемесячный транш на банковский счет газеты. Сейчас там находится около 4 млн рублей, чтобы рассчитаться с сотрудниками в соответствии с нормами КЗОТа».
Он также объявил об уходе в отставку главного редактора газеты. Однако, в середине дня 21 апреля было сообщено, что газета продолжает выходить, а сайт издания возобновил работу.
В мае 2008 года Александр Лебедев в интервью журналу «Коммерсантъ Власть» сказал: «<…> Неплохо бы разобраться, кто и зачем этот скандал организовал. Мы же взрослые люди. Не верю, что журналисты „Москора“, как они сами утверждают, просто так, по собственной инициативе, взяли и „пошутили“. Кому-то было очень нужно, чтобы такая фальшивая сенсация появилась именно в этой газете. А самое главное — раздуть это, донести до президента.»

### Возобновление издания
18 июня 2008 в ряде СМИ появилось сообщение о том, что издание «Московского корреспондента» возобновится в сентябре. В последний день сентября первый выпуск обновлённой газеты появился в ряде московских киосков. Однако на этот раз тираж «Москора» оказался намного меньше того, что был у газеты в первый период её выхода, а количество киосков, продававших её, в масштабах Москвы было мизерно. Новым главным редактором «Московского корреспондента» стал бывший журналист «Новой газеты» Акрам Муртазаев. 1 октября 2008 года он дал подробное интервью для «Радио Свобода».

### Окончательное закрытие
30 октября 2008 Александр Лебедев объявил об окончательном закрытии газеты. Гендиректор холдинга «Новые медиа» (в него входили газеты «Московский корреспондент» и «Новая газета») Артём Артёмов в интервью газете «Коммерсант» заявил, что инвестор счёл эксперимент с возобновлением газеты неудачным «как с финансовой, так и творческой точки зрения» и решил, что газету развивать нецелесообразно.